# Instituto para las Ciencias Bioeconómicas de Nueva Zelanda
El Instituto de Ciencias de la Bioeconomía de Nueva Zelanda (NZIBS), creado como parte de las reformas del sector científico de Nueva Zelanda, es un instituto de investigación que entrará en funciones el 1 de julio de 2025 y estará integrado por institutos los desconcentrados Manaaki Whenua Landcare Research, AgResearch, Plant &amp; Food Research y Scion. Inicialmente será un Instituto de Investigación de la Corona (CRI) y posteriormente se volverá una Organización de Investigación Pública una vez que la legislación para implementar el cambio haya sido aprobada por el parlamento de Nueva Zelanda. El enfoque del NZIBS será «impulsar la innovación en agricultura, acuicultura, silvicultura, biotecnología y manufactura; proteger los ecosistemas de las amenazas a la bioseguridad y los riesgos climáticos; y desarrollar nuevas tecnologías y productos biotecnológicos».

## Administración
En mayo de 2025, el ministro Shane Reti anunció que el director será Barry Harris, el director anterior del National Institute of Water and Atmospheric Research. Kim Wallace de AgResearch será la subdirectora, junto con Candace Kinser, Andrew Morrison y Gray Baldwin como miembros de la administración.